# Prerenaixement a Espanya
|  | Per a altres significats, vegeu «Renaixement (desambiguació)». |

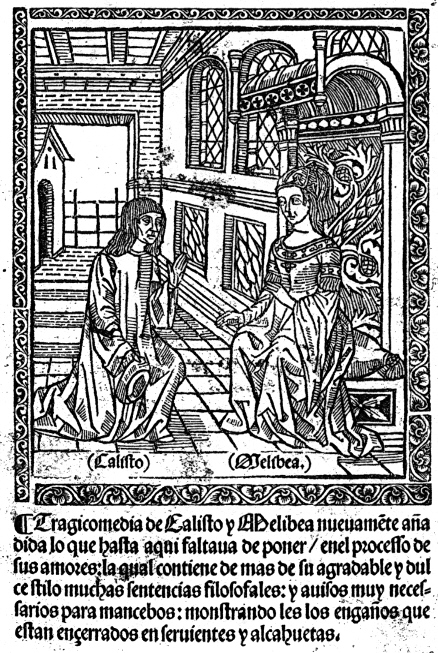
La Celestina fou una de les obres capitals del Prerenaixement a Espanya

El Prerenaixement és el període comprès entre l'edat mitjana i el Renaixement de la literatura castellana, que es desenvolupa al segle xv. Comença la influència italiana i humanista als escriptors, però predomina encara una visió medieval.
A la poesia predomina la influència de Dant, l'al·legoria medieval i la mètrica de versos dodecasíl·labs. Els autors més destacats d'aquest corrent són Francisco Imperial, Íñigo López de Mendoza, Diego de Burgos i Juan de Mena. Conviuen alhora poetes encara sota l'influx trobadoresc, com Jorge Manrique.
En el camp de la prosa tenen rellevància les aportacions d'Alfonso de Palencia i Enrique de Villena en la no ficció i els autors Garci Rodríguez de Montalvo i Diego de San Pedro en la incipient novel·la.
Fernando de Rojas és un nom propi singular, ja que la seva Celestina està a cavall entre el teatre i la narració, un tret tòpic d'aquesta època de transició on els gèneres literaris s'estaven redefinint per adaptar-se a la modernitat.